# Obione pentandra
Obione pentandra är en amarantväxtart som först beskrevs av Nikolaus Joseph von Jacquin, och fick sitt nu gällande namn av Oskar Eberhard Ulbrich. Obione pentandra ingår i släktet Obione och familjen amarantväxter. Inga underarter finns listade i Catalogue of Life.